# Дреґлін
Дреґлін (пол. Dreglin) — село в Польщі, у гміні Гліноєцьк Цехановського повіту Мазовецького воєводства.
Населення — 179 осіб (2011).
У 1975-1998 роках село належало до Цехановського воєводства.

## Демографія
Демографічна структура станом на 31 березня 2011 року:
|          | Загалом | Допрацездатний вік | Працездатний вік | Постпрацездатний вік |
| -------- | ------- | ------------------ | ---------------- | -------------------- |
| Чоловіки | 102     | 13                 | 72               | 17                   |
| Жінки    | 77      | 17                 | 38               | 22                   |
| Разом    | 179     | 30                 | 110              | 39                   |